# دایان سالینجر
دایان سالینجر (انگلیسی: Diane Salinger؛ زادهٔ ۲۵ ژانویهٔ ۱۹۵۱) یک هنرپیشه، و صدا پیشه اهل ایالات متحده آمریکا است. وی از سال ۱۹۸۵ میلادی تاکنون مشغول فعالیت بوده‌است.
از فیلم‌ها یا برنامه‌های تلویزیونی که وی در آن نقش داشته است می‌توان به ماجراجویی بزرگ پی‌وی، تابستان گذشته در همپتونز و زن قصاب اشاره کرد.